# Анголска кванза
Анголска кванза је званична валута у Анголи. Скраћеница тј. симбол за кванзу је Kz а међународни код AOA. Кванзу издаје Национална банка Анголе. У 2009. години инфлација је износила 13,1%. Једна кванза састоји се од 100 центима.
Уведена је 1977. као замена за анголански ескудо (100 лвеија) по курсу 1 кванза за један ескудо.
Постоје новчанице у износима 10, 50, 100, 200, 500, 1.000 и 2.000 кванзи и кованице од 1, 2, 5 кванзи и 10 и 50 центима.